# Epicypta oedipus
Epicypta oedipus är en tvåvingeart som beskrevs av Edwards 1934. Epicypta oedipus ingår i släktet Epicypta och familjen svampmyggor. Inga underarter finns listade i Catalogue of Life.